# Нарим
Нарѝм (на руски: Нарым) е село в централна Русия, част от Парабелски район на Томска област. Населението му е около 850 души (2015).
Разположено е на 57 метра надморска височина в Западносибирската равнина, при вливането на река Кет в Об и на 340 километра северозападно от Томск. Селището е основано през 1596 година като руски преден пост за колонизиране на земите на селкупите и кетите, а през XIX-XX век става място за заточение на политически затворници.

## Известни личности
- Валериан Куйбишев (1888 – 1935), политик, заточен през 1912
- Яков Свердлов (1885 – 1919), политик, заточен през 1910 – 1912
- Йосиф Сталин (1879 – 1953), политик, заточен през 1912